# منبع‌دهی هاروارد
منبع‌دهی هاروارد یا منبع‌دهی کمانکی یا منبع‌دهی پرانتزدار یک روش استناد است که در آن استنادهای جزئی داخل کمانک صورت می‌گیرد (مانند Smith 2010, p. 1) و درون نوشته در میان جملات یا بعد از آن، جای داده می‌شود. در انتهای نوشته، یک فهرست کامل الفبایی از منابع آورده می‌شود که معمولاً زیر عنوان‌های «منابع»، «فهرست منابع»، «کارهای ارجاع شده» یا «ارجاعات انتهای متن» قرار می‌گیرد. این روش منبع‌دهی می‌تواند به جای استناد به روش پانویس (شیوه‌نامه ونکوور) بکار گرفته شود.
منبع‌دهی کمانکی به دو روش صورت می‌گیرد:
- مؤلف - تاریخ، که بیشتر در نوشتارهای علمی یا علوم اجتماعی کاربرد دارد و پیشنهادی از سوی انجمن شیمی آمریکا و انجمن روان‌شناسی آمریکا (APA) است.
- مؤلف - عنوان یا مؤلف - صفحه، در نوشتارهای هنری یا انسان‌شناسی کاربرد دارد و پیشنهادی از سوی انجمن زبان امروزی (MLA) است.